# Премия Муз-ТВ 2021
18-я национальная премия в области популярной музыки Муз-ТВ 2021 состоялась 4 июня 2021 года в Москве в Дворце спорта «Мегаспорт». Режиссёром премии в очередной раз стал Олег Боднарчук, который уже делал шоу для главной музыкальной премии в 2013, 2014 и 2019 годах.

## Ведущие шоу
22 марта 2021 года состоялся пресс-завтрак последней Премии Муз-ТВ 2021. Начало Света, на которой был объявлен список ведущих. Ими стали Александр Ревва, Анастасия Ивлеева и Ксения Собчак. 26 апреля 2021 года на гала-ужине было объявлено имя четвёртого ведущего. Им стал Дмитрий Нагиев.

## Выступления
| Исполнитель                                           | Песня |
| ----------------------------------------------------- | --- |
| Светлана Лобода                                       | «Moloko» |
| Клава Кока & Niletto                                  | «Краш» |
| Сергей Лазарев                                        | «Снег в океане» |
| Mia Boyka, Hensy, Хабиб, Ваня Дмитриенко              | «Пикачу», «Поболело и прошло», «Ягода малинка», «Венера-Юпитер»                                                          |
| Полина Гагарина                                       | «Смотри» |
| Артур Пирожков                                        | «Деньги» |
| Slava Marlow                                          | «Ты горишь как огонь» |
| Даня Милохин & Николай Басков, Филипп Киркоров & Dava | «Дико тусим», «Ролекс»                                                                                                   |
| Jony                                                  | «Комета» |
| Ольга Бузова                                          | «Розовые очки» |
| Дима Билан                                            | «Держи», «Молния», «Never let you go», «Я просто люблю тебя», «Невозможное возможно», «На берегу неба», «Про белые розы» |
| Диана Арбенина и «Ночные снайперы»                    | «Гавань» |
| Руки Вверх!                                           | «18 мне уже» |
| Zivert                                                | «Многоточия», «Credo», «Beverly Hills», «Life»                                                                           |
| Моргенштерн & Тимати, Моргенштерн & Элджей            | «El Problema», «Cadillac»                                                                                                |

## Номинанты
Победители отмечены галочкой.
| Лучшая песня | Лучшее видео |
| --- | --- |
| - Artik & Asti — «Девочка танцуй» - Dabro — «Юность» - Jony — «Комета» - Моргенштерн & Элджей — «Cadillac» - Niletto — «Любимка» - Zivert — «Credo» - Артур Пирожков — «Зацепила»                                                                                                  | - Artik & Asti — «Девочка танцуй» - Cream Soda & Хлеб — «Плачу на техно» - Little Big — «UNO» - Светлана Лобода — «Пуля-дура» - Моргенштерн & Тимати — «El Problema» - Zivert — «Beverly Hills» - Дима Билан — «Про белые розы» - HammAli & Navai — «А если это любовь?» |
| Прорыв года | Лучшая группа |
| - Dabro - DOROFEEVA - MIA BOYKA - Ramil’ - Slava Marlow - Даня Милохин - Хабиб | - Artik & Asti - Cream Soda - Dabro - HammAli & Navai - RASA - Little Big - Руки Вверх! |
| Лучшая коллаборация | Лучший альбом |
| - Баста & Zivert — «Неболей» - Artik & Asti feat. Артём Качер — «Грустный дэнс» - Emin feat. JONY — «Камин» - Моргенштерн & Элджей — «Cadillac» - Rauf & Faik & Niletto — «Если тебе будет грустно» - Даня Милохин & Николай Басков — «Дико тусим» - Клава Кока & Niletto — «Краш» | - Artik & Asti — «7 (Part 1)» - Slava Marlow — «Артём» - Zivert — «Vinyl #1» - Дима Билан — «Перезагрузка» - Макс Барских — «1990» - Егор Крид — «58» - Сергей Лазарев — «Я не боюсь»                                                                                    |
| Лучшее мужское видео | Лучшее женское видео |
| - JONY — «Комета» - Monatik — «Love it ритм» - Артур Пирожков — «Зацепила» - Егор Крид — «Сердцеедка» - Макс Барских — «Лей, не жалей» - Сергей Лазарев — «Я не боюсь» - Филипп Киркоров — «Романы»                                                                                | - DOROFEEVA — «Gorit» - Светлана Лобода — «Moloko» - Zivert — «Beverly Hills» - Ани Лорак — «Страдаем и любим» - Клава Кока — «Покинула чат» - Ольга Бузова — «Водица» - Полина Гагарина — «Смотри»                                                                      |
| Лучший исполнитель | Лучшая исполнительница |
| - Niletto - JONY - Моргенштерн - Артур Пирожков - Дима Билан - Макс Барских - Сергей Лазарев | - Zivert - Светлана Лобода - Ани Лорак - Диана Арбенина - Клава Кока - Мари Краймбрери - Полина Гагарина |

### Специальные номинации
- За вклад в развитие музыкальной индустрии — Илья Лагутенко
- Артист 25-летия — Дима Билан
- За вклад в развитие нового поколения артистов — Филипп Киркоров
- Группа 25-летия — Руки Вверх!